# فرد فيشباك
فرد فيشباك (بالإنجليزية: Fred Hibbard)‏ هو كاتب سيناريو ومنتج أفلام ومخرج وممثل أمريكي، ولد في 1894 في بوخارست في رومانيا، وتوفي في 6 يناير 1925 في لوس أنجلوس في الولايات المتحدة بسبب سرطان الرئة.

## أعمال

### أفلام
- (1914) السادة الجسورين
- (1914) تنافس في الحب
- (1914) رومانسية تيلي المثقوبة

## وصلات خارجية
- فرد فيشباك على موقع IMDb (الإنجليزية)
- فرد فيشباك على موقع ألو سيني (الفرنسية)
- فرد فيشباك على موقع أول موفي (الإنجليزية)
- فرد فيشباك على موقع قاعدة بيانات الأفلام السويدية (السويدية)
- فرد فيشباك على موقع قاعدة بيانات الفيلم (الإنجليزية)
- فرد فيشباك على موقع كينوبويسك (الروسية)